# チュニス
チュニス（アラビア語: تونس, ラテン文字転写: Tūnis アラビア語発音: [ˈtuːnɪs]トゥーニス; フランス語: Tunis フランス語発音: [ty.nis]）は、チュニジア共和国の首都であり、同国のチュニス県の県都でもある。また同国の商業・工業の中心地で、アフリカ有数の世界都市である。2019年の経営コンサルティング会社A.T.カーニーの発表によると、世界第102位の世界都市と評価されている。北アフリカではカイロ、カサブランカに次ぐ第3位である。

## 概要
人口約83万人（2004年12月現在）。近郊を含む都市的地域の人口は235万人であり、世界第164位である。市街はチュニス湖とその西方の塩湖セブカ・セジューミ(fr)の間の地峡部にあり、チュニス湖は、地峡部を横断する運河で、地中海・チュニス湾に面する外港のラ・グレットと結ばれる。オリーブ油・リン鉱石などを輸出。チュニス大学がある。

## 歴史

### 古代地中海世界
チュニスの原型は、古代フェニキア人によって建設された、カルタゴ近郊の町である。古代はチェニェスと呼ばれていたようである。チェニェスはカルタゴの衛星都市として栄えたが、カルタゴはローマ共和国との間で戦争を繰り返し、紀元前146年の第三次ポエニ戦争で完全に破壊された。その後、ローマの属州アフリカとなり、町は再建された。376年のローマ帝国の分裂に伴い、東ローマ帝国の属州となった。

### イスラーム化
7世紀にはウマイヤ朝（イスラム帝国）は、当時イフリーキヤと呼ばれたチュニジアの占領を目指していた。670年のオクバの遠征によってイフリーキヤにはカイラワーンが建設され、ウマイヤ帝国のアフリカ支配の拠点として更なる拡大をもくろんだが、ベルベル人の激しい抵抗にあって苦戦した。その後、ハッサン・イブン・アル=ヌマン率いるウマイヤ朝軍が東ローマ帝国軍を破ってカルタゴを占領、さらに701年にはベルベル人が支配するカヘナも攻略する。これ以降、この街はチュニスとしてアラブ人によって開発されることになった。
750年アラブ世界では主導権がウマイヤ朝が滅んでアッバース朝が興隆し、イフリーキヤではイブラーヒーム・イブン・アル＝アグラブが独立した。アグラブ朝は9世紀初頭にアッバース朝に認められ、1世紀程独立首長国として君臨した。アグラブ朝時代には、チュニスの地に港やザイトゥーナ・モスクが建設され、カイラワーンに次ぐ聖地として知られるようになった。
909年、アグラブ朝を滅ぼしたファーティマ朝がマフディーヤを中心にイスマーイール派の王国を築いたが、969年に首都をカイロに移した。チュニジアに残ったベルベル人のブルッキン・イブン・ズィールは、ズィール朝を築いて繁栄を見せるが、ファーティマ朝を裏切ってスンナ派に改宗したため、アラブ系スライム族とヒラール族の大軍に攻略された。無政府状態に陥ったチュニジアは、一時期シチリア王国を築いたキリスト教徒のノルマン人に占領されるが、12世紀には西方から侵攻したモロッコのムワッヒド朝が支配することになった。

### ハフス朝
1228年に、ムワッヒド朝のイフリーキーヤの総督であったアブー・ザカリーヤー1世が、ムワッヒド朝がキリスト教徒の傭兵に頼らざるを得なくなり、自らの宗教的権威を否定したことに対し同王朝の存立理念であったイスラム復興運動、タウヒード運動の真の教えと精神を守るという名目で、1229年にアミールの称号を名乗って独立した。これがハフス朝である。ハフス朝はチュニスを首都に定め、数々のモスクやマドラサ（学校）を建設する。また外国からも、巡礼者や商人が集まり、大都市として繁栄した。
16世紀に入るとハフス朝は衰退し、さらに東方から侵攻してきたオスマン帝国の脅威に晒されることとなった。1534年にオスマン帝国軍がチュニスを攻略したため（チュニス征服 (1534年)）、ハフス朝のスルターンはスペイン王、神聖ローマ皇帝のカルロス1世に援軍を要請し、翌1535年にスペイン軍がチュニスを占領し（チュニス征服 (1535年)）、スペインの保護国としてハフス朝は復活した。

### オスマン帝国
1574年にオスマン帝国がハフス朝を滅ぼし（チュニス占領 (1574年)）、その傘下となるが（オスマン・チュニス）、オスマン帝国の地方総督であるパシャ（太守）の権力は次々と変わり、実際には地元総督であるベイによる世襲のムラード朝やフサイン朝のような王朝による統治がなされた。17世紀頃には、イベリア半島（スペイン王国）でモリスコが追放され、アンダルシア地方に住んでいたムーア人がチュニジアに移り住んだ。元々、国際都市であったチュニスはますます国際色豊かになっていった。
19世紀になるとオスマン帝国の勢力は衰え始め、ヨーロッパ諸国の植民地政策がチュニスにも及び始めた。フサイン朝はヨーロッパ諸国に倣った近代化政策を採ったが、近代化政策による歳出の増加により財政破綻を起こした。

### フランス保護領
フランスによるチュニジア侵攻の結果、1881年にフランスの保護領となったチュニジアは、フランスの貨幣制度が導入され、様々な権力がフランスへ移管されることになった。
20世紀に入り、チュニジア内で独立に向けた抵抗運動が盛んになったころ、フランスは世界恐慌の波を受けて揺らぎ始めていた。第二次世界大戦において、フランスがナチス・ドイツによって占領され、ヴィシー・フランス政権が誕生すると、チュニジアもヴィシー・フランス政権の影響下となった。しかし、地下に潜って抵抗活動を続けた新ドゥストゥール党のハビーブ・ブルギーバらは連合国軍側を支持しつづけた。1943年に連合国軍によってチュニジアが解放されるとチュニジアは自由フランスの統治に復帰したが、ブルギーバはカイロに亡命して、当地で独立運動を展開。そして、1956年にはフランスから独立することができた。

## 気候
| チュニスの気候 | チュニスの気候 | チュニスの気候 | チュニスの気候 | チュニスの気候 | チュニスの気候 | チュニスの気候 | チュニスの気候 | チュニスの気候 | チュニスの気候 | チュニスの気候 | チュニスの気候 | チュニスの気候 | チュニスの気候 |
| 月 | 1月            | 2月            | 3月            | 4月            | 5月            | 6月            | 7月            | 8月            | 9月            | 10月           | 11月           | 12月           | 年             |
| --- | -------------- | -------------- | -------------- | -------------- | -------------- | -------------- | -------------- | -------------- | -------------- | -------------- | -------------- | -------------- | -------------- |
| 最高気温記録 °C （°F）                                                                                                 | 25.2 (77.4)    | 29.8 (85.6)    | 35.2 (95.4)    | 33.0 (91.4)    | 39.0 (102.2)   | 45.2 (113.4)   | 46.7 (116.1)   | 46.8 (116.2)   | 44.4 (111.9)   | 39.9 (103.8)   | 31.6 (88.9)    | 25.9 (78.6)    | 46.8 (116.2)   |
| 平均最高気温 °C （°F）                                                                                                 | 15.7 (60.3)    | 16.5 (61.7)    | 18.1 (64.6)    | 20.7 (69.3)    | 24.9 (76.8)    | 29.0 (84.2)    | 32.6 (90.7)    | 32.7 (90.9)    | 29.7 (85.5)    | 25.2 (77.4)    | 20.5 (68.9)    | 16.7 (62.1)    | 23.5 (74.3)    |
| 日平均気温 °C （°F）                                                                                                   | 11.5 (52.7)    | 12.0 (53.6)    | 13.2 (55.8)    | 15.6 (60.1)    | 19.3 (66.7)    | 23.2 (73.8)    | 26.3 (79.3)    | 26.8 (80.2)    | 24.4 (75.9)    | 20.4 (68.7)    | 15.9 (60.6)    | 12.5 (54.5)    | 18.4 (65.1)    |
| 平均最低気温 °C （°F）                                                                                                 | 8.2 (46.8)     | 8.4 (47.1)     | 9.3 (48.7)     | 10.4 (50.7)    | 13.7 (56.7)    | 17.3 (63.1)    | 20.0 (68)      | 20.8 (69.4)    | 19.0 (66.2)    | 15.5 (59.9)    | 11.3 (52.3)    | 9.2 (48.6)     | 13.3 (55.9)    |
| 最低気温記録 °C （°F）                                                                                                 | −1.7 (28.9)    | −1.0 (30.2)    | 0.4 (32.7)     | 2.6 (36.7)     | 5.9 (42.6)     | 9.6 (49.3)     | 12.9 (55.2)    | 13.4 (56.1)    | 12.1 (53.8)    | 5.5 (41.9)     | 2.4 (36.3)     | −0.4 (31.3)    | −1.7 (28.9)    |
| 降水量 mm （inch） | 59.3 (2.335)   | 57.0 (2.244)   | 47.2 (1.858)   | 38.0 (1.496)   | 22.6 (0.89)    | 10.4 (0.409)   | 3.1 (0.122)    | 7.1 (0.28)     | 32.5 (1.28)    | 65.5 (2.579)   | 56.0 (2.205)   | 66.8 (2.63)    | 465.5 (18.327) |
| 平均降水日数 | 9              | 8              | 8              | 6              | 4              | 2              | 1              | 1              | 4              | 7              | 7              | 8              | 65             |
| 平均月間日照時間 | 145.7          | 165.3          | 198.4          | 225.0          | 282.1          | 309.0          | 356.5          | 328.6          | 258.0          | 217.0          | 174.0          | 148.8          | 2,808.4        |
| 出典1：World Meteorological Organization, Hong Kong Observatory for data of avg. precipitation days and sunshine hours |                |                |                |                |                |                |                |                |                |                |                |                |                |
| 出典2：NOAA (extremes)                                                                                                 |                |                |                |                |                |                |                |                |                |                |                |                |                |

## 観光
- ローマ史や世界史等の歴史で有名なカルタゴは、北東近郊にある。
- メディナと呼ばれる、城壁に囲まれた旧市街地は1979年にユネスコの世界遺産に登録されている。
- アグラブ朝時代及びハフス朝時代にまで起源が遡れる噴水、宮殿、イスラム聖職者学校、霊廟、記念碑等。
- バルド国立博物館

### 世界遺産
この世界遺産は世界遺産登録基準のうち、以下の条件を満たし、登録された（以下の基準は世界遺産センター公表の登録基準からの翻訳、引用である）。
- (2) ある期間を通じてまたはある文化圏において、建築、技術、記念碑的芸術、都市計画、景観デザインの発展に関し、人類の価値の重要な交流を示すもの。
- (3) 現存するまたは消滅した文化的伝統または文明の、唯一のまたは少なくとも稀な証拠。
- (5) ある文化（または複数の文化）を代表する伝統的集落、あるいは陸上ないし海上利用の際立った例。もしくは特に不可逆的な変化の中で存続が危ぶまれている人と環境の関わりあいの際立った例。

## 交通

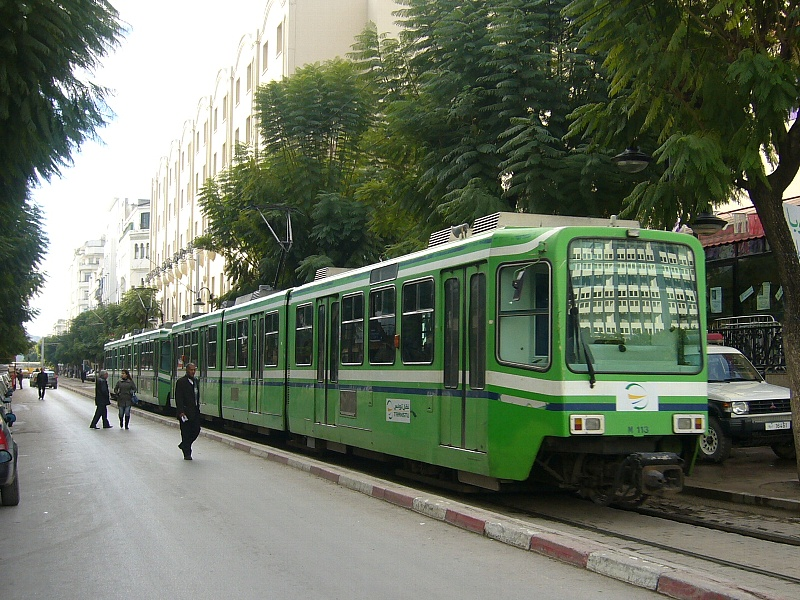
チュニスメトロ。

市内中心部から北東に約8kmのところに、国内最大の国際空港であるチュニス・カルタゴ国際空港があり、国外から多くの観光客を招き入れているほか、国内の交通の重要な拠点にもなっている。また、市内中心部の鉄道駅からも、国内の各都市へ向かう列車が数多く出発されている。
市内には、バスの他にメトロと呼ばれる路面電車が5路線運行されており、市民の重要な足となっている。その他、TGMと呼ばれる電車が郊外に向けて走っており、こちらはカルタゴ遺跡や、シディ・ブ・サイドなどへ向かう観光者にも利用されている。

## 文化
1966年以降、アラブ・アフリカ世界の映画を対象としたカルタゴ映画祭 (Journées Cinématographiques de Carthage) が2年毎に開催されている。

## 関係者
出身者
- イブン・ハルドゥーン（思想家、歴史家）
- モンギ・スリム（外交官、アフリカ大陸出身者初の国連総会議長）
- ベルトラン・ドラノエ（フランスの政治家、元パリ市長）
- ズベイル・トゥルキ（彫刻家）
- ジョルジュ・ウォランスキ（フランスの風刺漫画家） - シャルリー・エブド襲撃事件で死去
- ピエール・ダーモン（フランスのテニス選手）
- クラウディア・カルディナーレ（イタリアの女優）
- ブリジット・エンゲラー（フランスのピアニスト）
- アブデラティフ・ケシシュ（映画監督）
- アズディン・アライア（ファッションデザイナー） - 1980年代のパリ・モードで名を博した。
- ジアード・トレムカニ（サッカー選手、元ヴィッセル神戸）
- ウサマ・メルーリ（水泳選手）

## 姉妹都市
- ベオグラード、セルビア
- ケルン、ドイツ
- ウィーン、オーストリア
- プラハ、チェコ
- モスクワ、ロシア
- ローマ、イタリア
- パリ、フランス
- マルセイユ、フランス
- リスボン、ポルトガル
- アルジェ 、アルジェリア
- ラバト、モロッコ
- クウェートシティ、クウェート
- ジェッダ、サウジアラビア
- タシュケント、ウズベキスタン共和国
- サンティアゴ・デ・チレ、チリ
- モントリオール、カナダ
- リオデジャネイロ市、ブラジル